# هاگن کلاینرت
هاگن کلاینرت(به آلمانی: Hagen Kleinert) زاده ۱۵ ژوئن ۱۹۴۱ (در فیستنبرک آلمان که اکنون جزئی از کشور لهستان است و واردوگورا نامیده می‌شود)، استاد فیزیک نظری دانشگاه آزاد برلین در آلمان (از سال ۱۹۶۸ تا کنون) واستاد افتخاری در دانشگاه غربی در تیمیسورا (Timişoara) و
دانشکاه اسلاوی روس-قرقیز واقع در شهر بیشکک است. وی همچنین عضو افتخاری
آکادمی مبتکران روسیه می‌باشد.
وی به خاطر کارها و نظریاتش در زمینه فیزیک ذرات بنیادی و فیزیک حالت جامد مفتخر به دریافت مدال و جایزه ماکس بورن در سال ۲۰۰۸ گردید.
پروفسور کلاینرت دارای ۳۷۰ مقاله در زمینه‌های ریاضی فیزیک، فیزیک ذرات بنیادی، فیزیک هسته‌ای، فیزیک حالت جامد، کریستالهای مایع، بیوفیزیک، پلیمرها و نظریه بازارهای سرمایه می‌باشند. هاکن کلاینرت چندین کتاب با موضوع فیزیک نظری نگاشته است. معروفترین آن‌ها کتابی است با عنوان: «کاربرد انتگرال‌های مسیر در مکانیک کوانتومی، آمار، فیزیک پلیمر و نظریه بازارهای سرمایه» در چهار ویرایش از سال ۱۹۹۰ تا کنون چاپ وتجدید چلپ شده‌است که اختصاصاً در دو ویرایش آخر فصولی به کاربرد انتگرال مسیر در نظریه بازار سرمایه اختصاص دارند. این کتاب مورد استقبال قابل توجه در مجامع علمی قرار گرفته‌است.
پس از سال‌های اولیه تحصیل به عنوان دانشجو در دانشگاه هانووفر و انستیتوی تکنولوژی جورجیا، هاگن کلاینرت نظریه نسبیت عام را از استادش در دوره تحصیلات تکمیلی، جرج گاموف، که پدر نظریه مهبانگ نامیده می‌شود، آموخت. به عنوان یک استاد جوان در سال ۱۹۷۲ از انستیتو تکنولوژی کالیفرنیا(Caltech) دیدن کرد و در آنجا تحت تأثیر فیزیکدان معروف آمریکایی ریچارد فاینمن قرار گرفت. او روش حل انتگرال مسیر اتم هیدروژن با استفاده از اانتگرال مسیر فاینمن را کشف کرد و این کار باعث گستردگی قابل توجه کاربردهای انتگرال مسیر فاینمن شد. بعدها کلاینرت در کارهای آخر فاینمن با او همکاری کرد که منجر به پیدایش روشی ریاضیاتی برای تبدیل ضرایب جفت شدگی واگرای هسته‌ای ضعیف به جفت شدگی‌های همگرای هسته‌ای قوی شد.
به هنگام برررسی نظریه میدانهای کوانتومی کوارکها او به همراه ن. کبیبو، ل. هورویتس و و. نیمان به منشأ حساب مانده‌های رگگی پی برد.
به همراه ک. ماکی ساختار شبه کریستال‌های بیست وجهی را توضیح داد.
وی پیش‌بینی کرد که ابررساناها دارای نقطه سه‌گانه بحرانی بین ابررساناهای نوع ۱ و ۲ در نمودار فاز هستند که در ان مرتبه تغییر حالت از مرتبه دوم به مرتبه یکم تغییر می‌کند. صحت این پیش‌بینی در سال ۲۰۰۲ به وسیله شبیه‌سازی‌ها با روش عددی مونت کارلو نشان داده شد.
این نظریه بر اساس نوعی نظریه میدان‌های کوانتومی نامنظم جدید پایه‌گذاری شده که کلاینرت در کتابش: "میدان‌های پیمانه‌ای در فیزیک ماده چگال در مورد ان توضیح داده است. در این نظریه خصوصیات آماری حلقه‌ها به صورت برانگیختگی‌های اولیه به کمک میدان‌های پی-اف توضیح داده می‌شوند که نمودارهای فاینمن آنها تصاویری از خطوط هستند. نظریه میدان‌های کوانتومی نامنظم نمونه دوگانه نظریه میدان‌های کوانتومی منظم ل. د. لاندائو برای تغیییر فاز است.
در مدرسه تابستانی در سال ۱۹۷۸ در اریس (Erice) برای هسته‌های اتمی یک ابر تقارن شکسته شده پیشنهاد کرد، که این پدیده در آزمایشگاه نیز مشاهده شده است.
نظریه میدان‌های کوانتومی جمعی و همچنین هادرونیزه کردن نظریه‌های کوارکی او مدل‌های پیشگام و رهنما برای بسیاری از پیشرفت‌های اخیر در فیزیک ماده چگال، فیزیک ذرات بنیادی و فیزیک هسته‌ای بوده‌اند.
در سال ۱۹۸۶ مفهوم سختی را به نظریه ریسمانها اضافه کرد و بدین وسیله خصوصیات فیزیکی نظریه ریسمان‌ها را بهبود داد. چون فیزیکدان روس آ. پولایکف همزمان ضمیمه‌ای مشابه به نظریه رسمان‌ها اضافه کرده بود بنابراین حاصل ریسمان پولایکف - کلاینرت نامیده شد.
او نظریه ریسمانی دیگرگون از شباهت کامل بین هندسه نا اقلیدسی و کریستالهای ناقص استفاده کرد تا مدلی از عالم به نام کریستال جهانی یا کریستال پلانگ - کلاینرت ارائه دهد. این مدل در حد طول پلانک دارای فیزیکی کاملاً متفاوت از نظریه ریسمان هاست. در این مدل ماده نقصان‌هایی در فضا-زمان به وجود می‌آورد که باعث پدید آمدن انحنا در فضا-زمان و تمامی اثرات نسبیت عام می‌شود. این تئوری الهام بخش هنرمند ایتالییایی لورا پیس در آفرینش مجسمه‌هایی با عنوان کریستال‌های جهانی شد.
هاگن کلاینرت عضو ارشد هیئت علمی پروژه بین‌المللی دکترای کیهان‌شناسی است که خود قسمتی از شبکه جهانی کیهان‌شناسی است. او همچنین در پروژه کیهان‌شناسی در آزمایشگاه متعلق به انجمن‌های علوم اروپایی شرکت دارد.
شصتمین سال تولد کلاینرت با همراهی ۶۵ نفر از فیزیکدانان چون (نیومان، ر. م جاکیو، ر. رافینی، س. دویت، ل. کافمان، ز. دیورس، ک. ماکی،....) جشن گرفته شد.

## کتابها
- Gauge Fields in Condensed Matter, Vol. I, «SUPERFLOW AND VORTEX LINES» , pp. ۱--۷۴۲، Vol. II, «STRESSES AND DEFECTS» , pp. ۷۴۳–۱۴۵۶، World Scientific (Singapore, 1989); Paperback ISBN 9971-5-0210-0  (also available online: Vol. I and Vol. II)
- Critical Properties of φ۴-Theories, World Scientific (Singapore, 2001); Paperback ISBN 981-02-4658-7 (also available online)
- Path Integrals in Quantum Mechanics, Statistics, Polymer Physics, and Financial Markets, ۵th edition, World Scientific (Singapore, 2009) (also available online)
- Multivalued Fields in in Condensed Matter, Electrodynamics, and Gravitation, World Scientific (Singapore, 2008) (also available online)